# Гомер
Гоме́р (раніше також Оми́р; дав.-гр. Ὅμηρος) — легендарний давньогрецький поет, якого вважають автором «Іліади» та «Одіссеї», двох славетних грецьких епічних поем, що започаткували європейську літературу. В «Одіссеї» міститься перше у писемних джерелах повідомлення, що стосується найдавнішого населення на території України — кімерійців.
В античності Гомеру приписувалося авторство й інших творів (див. кіклічні поеми; від деяких з них збереглися фрагменти). Сукупність проблем, пов'язаних з особою Гомера і його відношенням до «Іліади» та «Одіссеї», про час виникнення, склад і взаємозв'язок окремих частин цих поем становлять знамените не тільки в порівняльному літературознавстві, а й у всій науці про античний світ «Гомерівське питання». Вважається національним народним героєм Греції.

## Ім'я Гомера
Тлумачення імені Гомера намагалися знайти вже античні автори. Ефор Кімський, спираючись на традиції, бачить в ньому значення «сліпого» (ὁ μη ὀρων). Пізніші письменники вважають, що воно означає творця епічної композиції, укладача (ὁμου — ά̓ρω); інші бачать у ньому вказівку на тісно згуртований стан співаків (ό̔μηροι — товариші), звідки, на їхню думку, запозичується назва для уявного родоначальника товариства. Інші ототожнювали це ім'я з ім'ям стародавнього фракійського співака Фаміріса (Θάμυρις) і вважали Гомера абстрактним поняттям.
Між тим ім'я Гомера вперше наводить Гесіод. Етимологічно ім'я збігається із грец. όμηρος, що перекладається буквально як «заручник». Воно споріднене із еолійським діалектом. Так, Лукіан Самосатський у праці «Правдива історія» описує поета як вавилонця Тиграна, який прийняв ім'я Гомера (тобто Заручника) після того, як потрапив у полон до греків.
Водночас німецький філолог-класик Теодор Бергк, не визнаючи символічного значення «заручника» або «поручителя», просто вважав Гомера історичною особою. Донині ім'я поета викликає різні гіпотези, аж до тлумачення його значення як «сліпець», «боян» тощо. Аналогії зі сліпими кобзарями легко відшукуються у різних народів, у тому числі і в українського.

## Життя

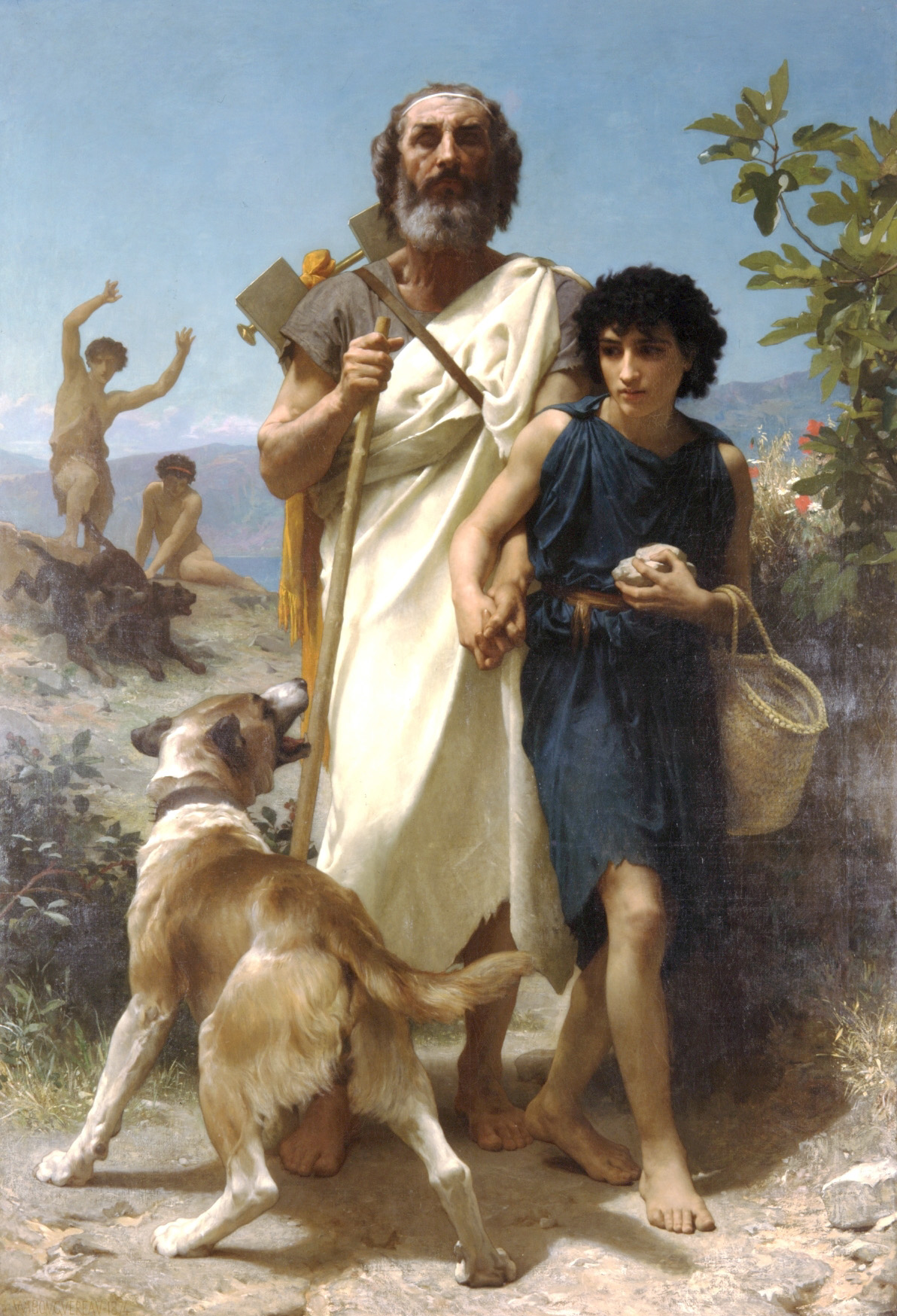
Гомер зі своїм поводирем, картина Адольфа Вільяма Бугро (1825—1905). Сцена зображує Гомера на горі Іді, на острові Крит, у супроводі поводиря Галвка (за історією «Життя Гомера» Псевдо-Геродота).

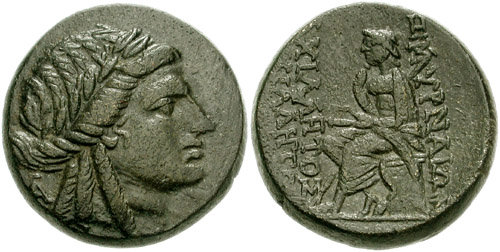
Гомеріон, монета із зображенням Аполлона (на аверсі) і Гомера (на реверсі), Смірна, 190-30 роки до н.е.

Про самого Гомера та про його життя немає жодних певних свідчень або принаймні доказів, що авторство поем належить одній людині, а не групі людей. В античну добу були відомі дев'ять більш-менш докладних життєписів Гомера. Проте, вони не заслуговують істотного інтересу, оскільки всі вони вигадані граматиками часів римського імператора Октавіана Августа. Так само мале значення мають збережені донині численні зображення Гомера, погруддя якого часто зображують поета в умовній ідеалізованій формі, у вигляді сліпого старця.
Ні місця, ні часу народження Гомера антична традиція так само не знала. Щодо століття, в якому жив поет, стародавні автори дуже розходяться. Частина грецьких письменників відносили його до епохи Троянської війни, яка нібито відбувалася в період 1194—1184 років до н. е., датували різними іншими міфологічними подіями від 1130 до 910 до н. е. Кратет Пергамський стверджував, що Гомер жив до переселення Гераклідів; історик Ефор Кімський відносив його до епохи спартанського легендарного законодавця Лікурга; Феопомп — до часів вторгнення кімерійців та Евфоріон свідчить, що Гомер жив на 500 років пізніше Троянської війни. Таким чином, між найбільш раннім часом, до якого відносять життя Гомера, і найпізнішим утворюється проміжок не менше ніж у 460 років. Найвірогіднішим вважається розрахунок Геродота, який писав, що Гомер народився за 400 років до його часу, отже, близько 850 року до н. е.
Батьківщина Гомера, як і його вік, також становить предмет суперечки. Звичайно наводяться сім міст, які вважали його своїм громадянином. Епіграма Авла Геллія, давньоримського історика і філолога II століття, називає: Смірну, острів Родос, Колофон, Саламін (місто на Кіпрі, не плутати із островом Саламін), Іос, Аргос і навіть Стародавні Афіни. Водночас варіації цієї епіграми називають ще Кіму в Малій Азії, острови Хіос, Пілос та Ітаку. Деякі з цих міст тому вважаються батьківщиною Гомера, що в них особливо процвітала гомерична поезія, інші версії ґрунтуються на зв'язку грецьких колоній.
Сучасні дослідники схильні відносити його діяльність до VIII або навіть VII століття до н. е., зазначаючи як основне місце його перебування острів Хіос або якийсь інший регіон Іонії, яка існувала в центральній частині західного узбережжя Малої Азії. Більше за інші міста Смірна або є острів Хіос могли стати родючим ґрунтом для епічної поезії. На користь Смірни свідчить добра обізнаність Гомера у тамтешній топографії, яку він демонструє в «Іліаді». На думку Вільгіельма Дерпфельда, німецького архітектора та археолога класичності, Гомер міг відвідати усі ці місця та регіони (Мікени, Трою, палац Одіссея на острові Ітака), які він описав в «Іліаді». Крім того, Діодор Сицилійський писав, що Гомер відвідав навіть Єгипет. На острів Хіос як місце народження вказував Семонід, давньогрецький поет VII-VI століть до н. е.
Гомера вважають іонійцем, як за загальним його характером, так і за окремими рисами його поем. Місцем смерті поета прийнято вважати кікладський острів Іос.
Відсутність достовірних відомостей викликала вже в античності подвійне ставлення до Гомера. Так, за часів до Геродота (до V століття до н. е.) існувала думка про те, що Гомер був не однією історичною особою, а колективним позначенням для поетів стародавнього героїчного епосу в цілому. Пізніше, від часу Платона (IV століття до н. е.) і засновника гомерівської критики Аристарха Самофракійського (II століття до н. е.), ствердилася думка, що Гомер був одноосібним творцем «Іліади» та «Одіссеї». Наразі, хоча питання і не ставиться в такій виразній і простій формі, науковці також поділяються на «ревнителів єдності» (Einheitshirten), та «мисливців за піснями» (Liederjäger).

## Гомерівське питання
Сукупність проблем, пов'язаних із з'ясуванням виникнення гомерівських поем, відношення до авторства Гомера, їхнього подальшого формування і взаємин — становить зміст, так званого, «Гомерівського питання».

«Апофеоз Гомера» картина Жана Огюста Домініка Енгра. Гомер зображений, як Зевс, на троні в оточенні великих європейців, переважно письменників від античності до Нового часу, які підносять йому дари (Піндар підносить ліру, Фідій — молот, Александр Македонський — коштовну шкатулку і т. д.). Ліворуч Геродот спалює ладан. На сходах дві жіночі фігури — алегорії «Іліади» (ліворуч) та «Одіссеї» (праворуч)

Критичне ставлення до авторства Гомера виникло вже в античності на основі помічених протиріч між деякими місцями «Іліади» і поемою «Кіпрії», яка також приписувалася Гомеру. Пізніше, в Александрійську епоху, «принцип протиріч» ліг в основу критики Ксенофана й Гелланіка (так звані, «горизонти» — «роздільники»), які вважали, що «Іліада» та «Одіссея» належать двом різним поетам, тому що інакше, на їхню думку, неможливо було пояснити, наприклад, те, що дружиною Гефеста, за «Іліадою», була Аглая, а за «Одіссеєю» — Афродіта, або те, що у Нестора, за «Іліадою», було 11 братів, а за «Одіссеєю» — тільки два тощо. Однак критичні погляди «горизонтів» не зміцнилися, і гору взяла думка Аристарха Самофракійського, який вважав, що обидві поеми належать Гомеру: «Іліада» написана поетом у молоді роки, а «Одіссея» — у старості. Численні протиріччя в поемах пояснювалися, отже, слабкою пам'яттю поета.
У такому стані проблема перебувала до XVIII століття, коли і виникло, власне кажучи, «Гомерівське питання», з появою 1795 року відомого дослідження німецького філолога Фрідріха Августа Вольфа («Prolegomena ad Homerum»). Виходячи з принципу протиріч і відзначаючи численні слабкі в композиційному відношенні місця поеми, Вольф, висуваючи на перше місце значення «хорошої» редакції її тексту, прагнув довести, що:
- «Іліада» та «Одіссея» не могли належати одному поетові, але були результатом творчості багатьох рапсодів і поетів;
- об'єднання окремих пісень (тобто билин) у дві великі поеми відбулося через багато сторіч після часу складання пісень;
- зведенням і редагуванням пісень займалися маловідомі поети;
- остаточна редакція належала редакторам при дворі афінського тирана Пісістрата в VI столітті до н. е.

З появою критичної праці Вольфа, яка не втратила свого значення в багатьох полеміках до наших днів, виникла відома наукова суперечка, яка розколола філологів на два табори: «вольфіанці» поділяли погляди Вольфа, а їхні супротивники, «унітарії», доводили одноособову творчість Гомера. Наразі, за більшої роздрібненості філології, продовжують розвиватися різного роду унітаристичні теорії таких від їхніх супротивників. Подібні до Гомерівського питання проблеми про редакторство і зведення в одне ціле піднімаються при дослідженні процесу кодифікації юридичної літератури римлян.
Тільки в деяких принципових питаннях досягнута відносна ясність, яка більш-менш задовольняє науковців. Так, в історичному відношенні можна вважати загалом розв'язаним ствердно питання про відношення «віку епосу» до крито-мікенської культури, а, отже, ясно поставлені питання про історичну основу гомерівських поем. Більш-менш висвітлені питання державного ладу і суспільних відносин, які знайшли відображення в «Іліаді» та «Одіссеї». Важливу роль в процесі стандартизації гомерівських поем часто визнають за тираном Гіппархом (близько 525 до н. е.), сином Пісістрата, який реформував гомерівські змагання на Панафінейських іграх, що сприяло появі канонічного тексту поем.
Завдяки вивченню німецької і кельтської поезії з'ясувалося, що при вирішенні проблеми про авторство Гомера критика повинна мати на увазі «одного поета», однак не одного особистого поета, творця «Іліади» та «Одіссеї», але поета-творця того чи того епічного твору малого обсягу, який передував «Іліаді». Необхідно брати до уваги також «автора» тієї чи тієї епічної частини «Іліади», а також «автора» основного малого епічного твору, який склав ядро «Іліади» (наприклад, пісня про Ахіллеса). При цьому питання про геніальність автора має вирішуватися не в індивідуалістичному напрямі, а в колективістичному: художня єдність «Іліади» та «Одіссеї» обумовлена, в першу чергу, не особистим творчим бажанням якого-небудь одного поета, але пояснюється процесом розвитку епічної поезії, що, безсумнівно, залежала від певного укладу суспільства, в якому жили і діяли попередники Гомера. Роль співців рапсодів зводилася, скоріше, до передачі вже готових творів з деякими лише внесеними змінами в процесі їхнього відтворення. Викладене вище Гомерівське питання можна виразити о́бразно порівнянням з коробочками (малі пісні), які лежать у великій коробці (остаточна редакція пісень).
Більшість сучасних науковців вважають вірною теорію, відповідно до якої поеми з'явилися як результат не писемної, а усної творчості. Ця особливість поетичної техніки знаменує принципову відмінність між двома гомерівськими поемами і всім пізнішим «книжковим епосом». Істотна риса усного віршування великих поем — те, що поет складає свої вірші значною мірою з готових формул (тобто сполучень із двох або декількох поетичних слів), які були заздалегідь підібрані самим же поетом або його попередником так, щоб вписуватися в різні метричні позиції у вірші й описувати стандартні ситуації, які виникають відповідно до того чи того сюжету. Ці формули можуть гнучко змінюватися в залежності від конкретних завдань поета. Іноді такі формульні періоди розтягуються на кілька рядків — як при описі відплиття корабля або готування їжі. Іншими словами, створюючи свої поеми, співець використовує набагато більше готового матеріалу, ніж автор, який користується папером і пером. Те, що твір адресований слухачам, а не читачам, рятує таку поезію від ризику зробитися монотонною. Як і при сприйнятті музики, при швидкій декламації публіка вітає теми і мотиви, які відновляються, щоб її увага залишалася прикутою до сюжету і його розвитку.

## Особливості Гомерівських поем
Велика заслуга Гомера полягає в тому, що до нього поети викладали в коротких піснях тільки невеликі частини з великої області сказань про події Троянської війни, а він поєднав у художньої композиції, дотримуючись законів поетичної єдності, великий, закінчений цикл сказань. Цей цикл, з якого Гомер почерпнув матеріали для обох великих поем, «Іліади» та «Одіссеї», — Троянський цикл. До основних сюжетно-стилістичних особливостей поем Гомера слід віднести такі:
- розповідь про дійсні історичні події поєднується з авторською вигадкою.
- у монументальній, ідеалізованій формі відтворюються норми героїчної поведінки людини, яка захищає честь, свободу і незалежність свого народу.
- традиційна композиція: заспів, який готує читача до сприйняття розповіді про події; вказує на час і місце події, знайомить з героями. Автор може звертатися до слухача або інших осіб (наприклад, Муза).
- немає розгорнутих описів зовнішності героїв.
- у стилі поем збереглося багато елементів, які беруть початок у пісенній стадії розвитку епосу. Боги, люди, речі — усе має епітети: хмарогонитель Зевс, волоока Гера, прудконогий Ахіллес, шоломосяйний Гектор, ясноока Афіна і так далі.
- у поемах багато повторень. Кількість віршів, що повторюються сягає 2253 (явище ретардації).

До речі, останнім часом усе більшого поширення набуває думка, що Гомер для обробки поеми використовував писемну фіксацію, без неї неможливо осягнути й так струнко, обдумано скомпонувати величезний обсяг матеріалу. Звичайно, про створення письмового тексту в сучасному розумінні, тобто тексту для читання, не було й мови. Уривки героїчного епосу про Троянську війну, як і раніше, виконувалися рапсодами усно. А якщо немає фіксованого, записаного канонічного тексту, то неминуче з'являються різні варіанти, вставки (інтерполяції), купюри тощо. Виникає загроза «розчинення» першоджерела у переспівах, версіях. Сáме бажання зберегти, не дати розчинитися в імпровізаціях текстові «Іліади» спонукало в середині VI ст. до н. е. (час правління в Афінах тирана Пісістрата) створити комісію, яка закріпила текст поеми письмово.
Не можна не погодитися з думкою відомого літературознавця античника В. Ярхо: «Хоч би як сучасна філологія уявляла собі виникнення гомерівського епосу, для європейської суспільної та естетичної думки протягом багатьох століть Гомер залишався свого роду еталоном усієї давньогрецької культури».

Греція догомерівської мікенської доби, згідно з «Іліадою»

### Історичність поем Гомера
У середині XIX століття в науці панувала думка, що «Іліада» та «Одіссея» — не є історичними творами. Однак археологічні розкопки Генріха Шлімана на пагорбі Гісарлик і в Мікенах довели, що це невірно. Пізніше дослідники відкрили хетські і єгипетські документи, в яких виявляються певні паралелі з подіями легендарної Троянської війни. Дешифрування в 1950-х роках Майклом Вентрісом складового мікенського письма (а саме лінійного письма Б) дало багато інформації про життя в епоху, коли відбувалася дія «Іліади» та «Одіссеї». Хоча літературних фрагментів цією писемністю знайдено не було, Вентріс переконав у мовній спадкоємності між написами 13 століття до н. е. та поемами, приписуваними авторству Гомера. Тим не менше, дані поем Гомера складним чином співвідносяться з наявними археологічними та документальними джерелами і не можуть використовуватися некритично: дані «усної теорії» свідчать про дуже великі викривлення, які повинні виникати з історичними даними в традиціях подібного роду.

## Вплив на пізнішу літературу
Практично в усі періоди європейської літератури «Іліада» та «Одіссея» розглядалися як вершина епічної поезії. З цим погоджувалися і критики, і поети. За зразок першої половини «Енеїди» Вергілій взяв «Одіссею», а другої половини — «Іліаду». Тому письменники, що жили після Вергілія, і були мало знайомі з Гомером, самі того не усвідомлюючи, сприймали давньогрецького поета за посередництвом Вергілія. Горацій ставить Гомера вище всіх інших епічних авторів. У своєму надзвичайно впливовому творі «Мистецтво поезії» він звеличує майстерність Гомера у викладі, побудові сюжету й образів героїв. Саме Горацій, відштовхуючись від «Одіссеї», пустив у загальний обіг принцип, що епос варто починати посередині дії. Навіть у ті часи, коли грецька мова була на Заході практично невідомою, Гомера продовжували шанувати (див. Данте Аліг'єрі).
Епічні автори доби Відродження і пізніших періодів європейської літератури діяли, оглядаючись на Гомера. У порівняно недавні часи, особливо у зв'язку з пошаною романтиків до грецької культури на початку XIX століття, багато ліриків і прозаїків надихалися поемами Гомера і черпали з них матеріал для творчості. Настільки різні і по техніці, і стосовно традиції автори, як Альфред Теннісон і Джеймс Джойс, написали на тему «Одіссеї» свої твори. Однак у період з XVI по XVIII століття більший інтерес виклика́ла політична по темі «Іліада», що знайшло відображення у Вільяма Шекспіра й Жана Расіна. Серед античних авторів, що випробували на собі вплив Гомера, можна назвати Піндара, Есхіла, Софокла, Евріпіда, Квінта Еннія, Овідія, Плутарха, серед пізніших Педро Кальдерона, Джона Драйдена, Джамбаттіста Віко, Йоганна Вольфганга Ґете, Джованні Пасколі і Жана Жироду. Цей вплив існує і понині. Новогрецький поет Н. Казандзакіс склав до «Одіссеї» величезне продовження на 33 333 рядки. Практично щороку з'являються значні твори в руслі неогомерівської традиції.

## Вшанування пам'яті
Вулиця Гомера у місті Кривий Ріг
28 квітня 2023 року у місті Запоріжжя провулок Гомельський перейменували на провулок Гомерівський.